# フォーカス (2001年の映画)
『フォーカス』（Focus）は、2001年のアメリカ合衆国のドラマ映画。監督はニール・スレイヴィン、出演はウィリアム・H・メイシーとローラ・ダーンなど。ユダヤ人差別問題を題材にしたアーサー・ミラーの小説『Focus』（1945年）を原作としている。
日本では劇場未公開だがWOWOWなどで放映された。なお、WOWOW放映時のタイトルは『アーサー・ミラーのフォーカス』。

## ストーリー
第二次世界大戦末期のニューヨーク・ブルックリン。40歳になるラリーは母親と2人暮らし。視力が悪くなったために上司の命令で眼鏡をかけるようになったラリーは、その姿がユダヤ人に見えたことから、突然周囲から差別されるようになってしまう。会社では望まない部署への異動が命じられ、それに反発したラリーは退職する。就職活動では体よく断られ続ける。
そんなある日ラリーは、以前の職場でユダヤ人に見えるという理由で採用を見送った女性ガートルードと出会う。

## キャスト
- ローレンス（ラリー）・ニューマン: ウィリアム・H・メイシー
- ガートルード（ガート）・ハート: ローラ・ダーン
- フィンケルスタイン: デヴィッド・ペイマー
- フレッド: ミート・ローフ・アディ
- ニューマン夫人: ケイ・ホートリー（英語版） - ラリーの母。
- カールソン: マイケル・コープマン
- クライトン神父: ケネス・ウェルシュ

## 作品の評価
Rotten Tomatoesによれば、81件の評論のうち高評価は56%にあたる45件で、平均点は10点満点中5.6点、批評家の一致した見解は「善意に満ちているが、『フォーカス』はどこか時代遅れに感じ、強圧的にその核心を叩きのめしてしまっている。」となっている。
Metacriticによれば、27件の評論のうち、高評価は10件、賛否混在は15件、低評価は2件で、平均点は100点満点中53点となっている。